# WP8 (Künstlerverein)
Das WP8 ist ein Künstlerverein in Düsseldorf. Er wurde am 16. Januar 1992 unter dem Namen „Freunde und Förderer von WP8 e. V.“ gegründet, benannt nach seiner Adresse Worringer Platz 8 in Düsseldorf.

## Geschichte
WP8 wurde als non profit Offspace initiiert. Ihm gingen Anfang der 1990er Jahre der Projektraum/Verein „Friesenwall 116a“, betrieben von Michael Krome, Katharina Jacobsen und Andrea Wagener auf dem Friesenwall in Köln, sowie die temporäre Bar „EX-WM“ im Atelier von Krawen und Braster im ehemaligen Gebäude des Paul Kahle Rohrleitungsbau in der Kölner Straße 170 voraus. Sie waren konzeptionelle Grundlage. Darüber hinaus waren andere Künstlerische Projekträume und Clubs wie das „Elektro“ und die „Blechkiste“ in Berlin, sowie das Fehlen des Ratinger Hof nach seinem Abriss, Inspiration zur Gründung von WP8. Gründungsmitglieder waren: Fenja Braster, Claus Föttinger, Michael Krome, Gertrud Peters, Christina Assmann, Hendrik Krawen, Andreas Gursky und Ulrich Sappok. Für die Herrichtung der verfallenen ehemaligen Kneipe „Zum Adam“ zuletzt „Hard Rock Café“ an der Kölner Straße 73, direkt am Worringer Platz in unmittelbarer Nähe vom Hauptbahnhof Düsseldorf gelegen, sowie für die Ausstattung und das WP8-Programm wurde eine Kunstauktion in der Galerie Tabea Langenkamp organisiert. Teile des Raumes wurden von Hendrik Krawen gestaltet, die Bar vom Architekten Marco Glashagen, die Kellerdisco von Claus Föttinger. Ein Computerarbeitsplatz für künstlerische Projekte wurde eingerichtet.
Eine der ersten Veranstaltungen war die „Wochenschau“ von The Thing. Vor Ort kuratiert von Sabine B. Vogel, als Pilotprojekt und gesponsert von der Deutschen Telekom wurden Projekträume von Köln bis New York vernetzt um Kommunikation/Bildtelefonie in Echtzeit bereits 1992 vor der Verbreitung des Internets zwischen Künstlern in verschiedenen Städten während einer Woche zu ermöglichen. Filmprogramme von Charles Paul Wilp bis Kenneth Anger wurden organisiert. Von 1993 bis 2000 hat Heinz Hausmann maßgeblich am Programm von WP8 Anteil gehabt. In unmittelbarer Nachbarschaft zu WP8 sind einige andere Projekte, wie der EGO-Club und das hobbypopMuseum entstanden.

## Idee

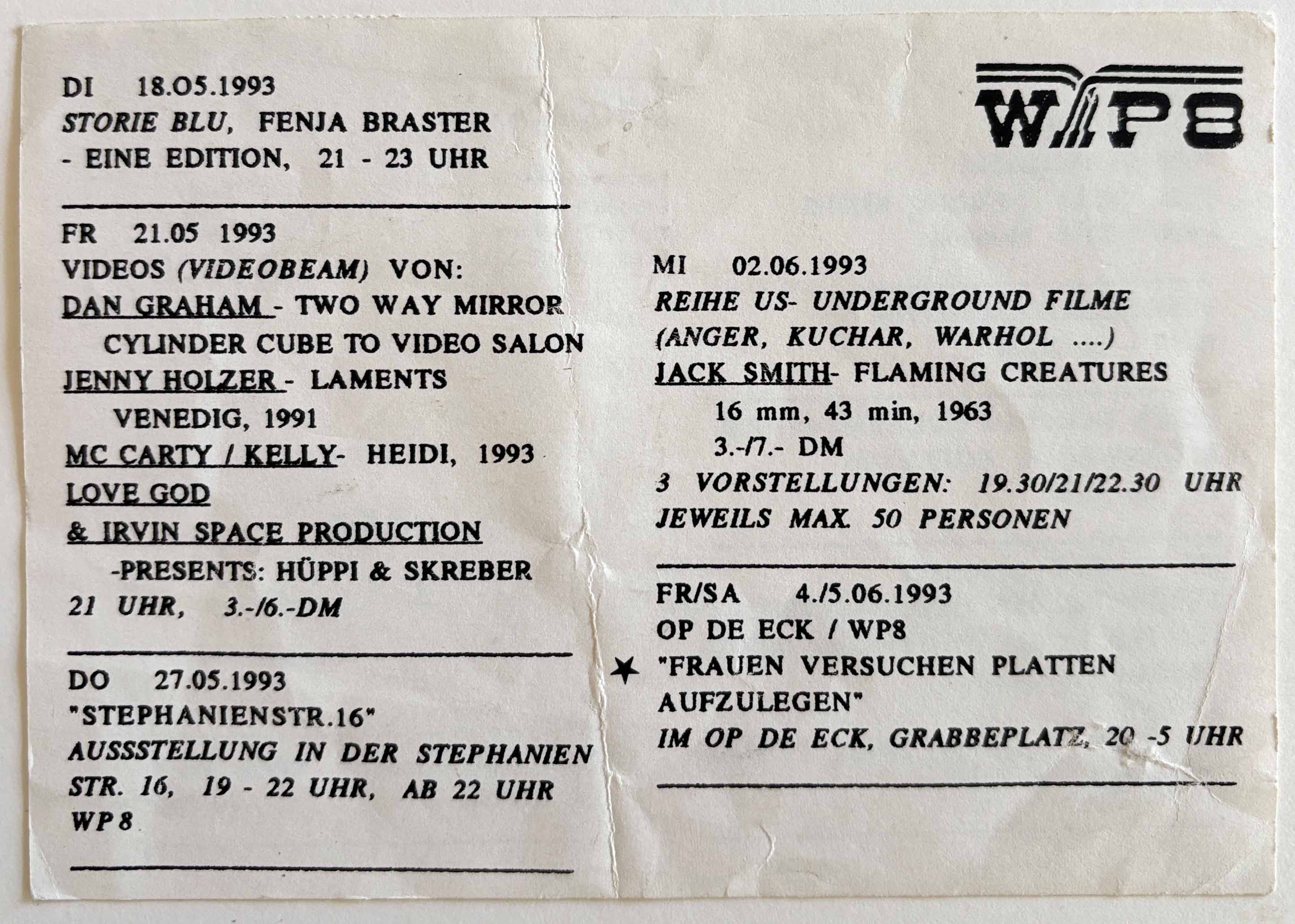
Programmkarte des WP8 von 1993

Als unabhängiger, selbstverwalteter Ort von Künstlern und für Künstler, die aus der Kunstakademie Düsseldorf und deren Umfeld stammen, finden seither Künstlertreffen und von Künstlern organisierte Veranstaltungen statt: Die WM-Bar (jeweils zur Fußball-WM oder-EM), Kunstausstellungen, Konzerte, Literaturabende, Night-Clubbing und mehr. Darüber hinaus gibt es neben spontanen Veranstaltungen vor Ort immer wieder auch Initiativen und Kooperationen zu extern veranstalteten Künstlerprojekten.